# Meskó László
Felsőkubini Meskó László (Nyíregyháza, 1851. szeptember 23. – Budapest, 1922. július 23.) magyar jogász, politikus, 1892 és 1901 között, illetve 1905-től 1917-ig országgyűlési képviselő, 1907 és 1909 között igazságügyi államtitkár, 1909-ben rövid ideig a Függetlenségi és 48-as Párt elnöke, 1917-től 1918-ig Szabolcs vármegye főispánja.

## Élete
Meskó Pál városi főorvos és Bölke Matild fiaként született. Középiskolai tanulmányait szülővárosában és Eperjesen végezte, majd Budapesten és Bécsben tanult jogot. Ezt követően nagyobb utazást tett Olaszországban, Franciaországban és Svájcban, majd hazatérve 1877-ben jogi doktorátust szerzett és ügyvédi vizsgát tett. Nyíregyházán nyitott ügyvédi irodát, majd 1878-ban tartalékos hadnagyként vett részt Bosznia-Hercegovina okkupációjában, leszerelésekor pedig főhadnaggyá léptették elő és az 5. honvéd huszárezredhez helyezték át.
1878 és 1892 között Nyíregyháza városi tiszti ügyészeként dolgozott. Élénken részt vett szülővárosa és a vármegye társadalmi életében, a tiszai evangélikus egyházkerület főjegyzője, a nyíregyházi evangélikus gimnázium felügyelője, a nyíregyházi takarékpénztár igazgatóságának helyettes elnöke és a Nyíregyházi Casino elnöke, valamint Szabolcs vármegye közigazgatási bizottságának tagja és az erdészeti albizottság elnöke volt.
1892-ben Irányi Dániel halála után (aki anyai nagybátyja volt) időközi választáson jutott az Országgyűlésbe Békés város képviseletében a Függetlenségi és 48-as Párt jelöltjeként, Kaas Ivor bárót legyőzve. A Képviselőházban főleg igazságügyi és közigazgatási kérdésekkel foglalkozott. Az 1896-os országgyűlési választáson ismét Békésen szerzett mandátumot függetlenségi programmal, azonban az 1901-es országgyűlési választáson nem jutott a parlamentbe.
Az 1905-ös, az 1906-os és az 1910-es választáson is Nyírágyháza képviselőjeként szerzett mandátumot. 1907 elején Günther Antal miniszter mellett az Igazságügyi MInisztérium államtitkára lett, tisztségét 1909 végéig, pártja kettészakadásáig viselte. A pártszakadáskor Justh Gyula mellé állt, akinek indítványára a Függetlenségi és 48-as Párt elnökévé választották. Hamarosan egészségügyi okokra hivatkozva lemondott, ekkor a párt tiszteletbeli elnöke lett. 1917-ben Szabolcs vármegye főispánjának nevezték ki, a tisztséget 1918-ig töltötte be, ezután visszavonult a közélettől.
1922-ben hunyt el Budapesten. Végrendeletében 20 000 koronát hagyott a Magyar Tudományos Akadémiára.